# Lagrand
Lagrand korábbi község (település) Franciaországban, Hautes-Alpes megyében. Lakosainak száma 236 fő (2018. január 1.). Lagrand Eyguians, Nossage-et-Bénévent, Orpierre, Saléon, Trescléoux és Garde-Colombe községekkel határos.
2016. január 1-jén Eyguians és Saint-Genis községgel egyesült és delegált község státusszal Garde-Colombe új község része lett.

## Népesség
A település népességének változása:
| Lakosok száma | 230  | 230  | 212  | 221  | 268  | 280  | 262  | 266  | 241  | 236  |
|               | 1962 | 1968 | 1982 | 1990 | 1999 | 2008 | 2011 | 2013 | 2017 | 2018 |